# Taboo Tattoo
Taboo Tattoo (タブー・タトゥー?) es un manga de acción y aventura escrito e ilustrado por Shinjirō. Ha sido publicado por Media Factory en su revista Monthly Comic Alive desde noviembre de 2009 hasta junio de 2017. Fue compilado en 13 volúmenes tankōbon. Una adaptación a serie de anime se emitió desde el 4 de julio al 19 de septiembre de 2016.

## Argumento
Seigi es un estudiante de escuela media que está entrenado en artes marciales al sentir que debe proteger a la gente débil a su alrededor. Un día, él defiende a un hombre sin hogar de algunos criminales, y el hombre le da un extraño tatuaje en su palma a cambio. El tatuaje es un arma secreta producida en la carrera armamentaria entre Estados Unidos y el Reino Selinistaniano, lo cual lleva a Seigi entre ambos países, ya que ambos están buscando recolectar las poderosas "Marcas de Poder" que pueden cambiar el balance de poder en el mundo. Entonces, Seigi se encuentra con una poderosa chica, usando la misma arma secreta, quien violentamente lo persigue para obtener su tatuaje. Sus habilidades en artes marciales podrían no ser suficientes para mantenerlo con vida, pero, ¿será capaz de aprender a liberar el poder de su tatuaje a tiempo?. 

## Personajes

### Fuerzas estadounidenses y aliados
Justice Akatsuka (Seigi) (赤塚 正義 (セーギ) Akatsuka Jasutisu (Sēgi)?)
Seiyū: Makoto Furukawa
Seigi tiene un fuerte sentido de la justicia y acaba de recibir una misteriosa marca maldita en la palma de su mano después de rescatar a un hombre sin hogar. Seigi ha sido entrenado en el estilo de jujitsu Akatsuka desde la infancia bajo la supervisión de su abuelo entusiasta. Su Marca de Poder se llama "Void Maker", que le permite crear agujeros negros y regenerarse de las heridas, y no requiere un detonador como los otros tatuajes. Debido a que sus padre tenían "ideas raras" cuando nació, su nombre está escrito en kanji pero pronunciado como la palabra en inglés. Seigi prefiere ser llamado por su apodo, la pronunciación tradicional japonesa de su nombre.
Bluezy Fluezy (Izzy) (ブリージィ・フルージィ (イジー) Burījii Furūjii (Ijī)?)
Seiyū: Mikako Komatsu
Bluezy, también conocida como "Izzy", es una misteriosa chica que aparece ante Seigi. Izzy tiene una abrumadora fuerza física debido a su Marca de Poder que le da control sobre el aire y su detonador es la tiza. Ella es una teniente del Ejército de Estados Unidos a cargo de la recuperación de los tatuajes en Japón. A pesar de su apariencia, ella es mayor de Tom, esto es debido a un efecto secundario de su tatuaje. Ella luego pierde el brazo izquierdo durante una batalla con Kar.
Tōko Ichinose (一ノ瀬桃子 Ichinose Touko?)
Seiyū: Chika Anzai
Touko, es compañera de clase y amiga de la infancia de Seigi y se muestra que esta claramente enamorada de él. Ella está muy bien desarrollada para su edad. Después de ser poseída por Iltutmish, accidentalmente se transfiere una Marca de Poder en la frente, como todas las Marcas de Poder, incrementa sus habilidades físicas cuando esta activada. Ella luego es asesinada y devorada por una monstruosa Iltutmish haciendo que Seigi se desespere.
Tom Shredfield (トム＝シュレッドフィールド Tomu Shureddofīrudo?)
Seiyū: Tomokazu Sugita
Un otaku que ama personajes moe, y que trabaja con Izzy como su subordinado. Él tiene una Marca de Poder de copia que le permite anular los poderes de otros usuarios.
Lisa Lovelock (リサ・ラブロック Risa Raburokku?)
Seiyū: Eri Kitamura
La comandante de la Unidad Maldita del Ejército de los Estados Unidos, y buena amiga de Izzy. Es apodada Foxfire, y su Marca de Poder le permite crear explosiones usando los componentes en el aire, ella usualmente molesta a Izzy por el tamaño de sus pechos.
Sanders (サンダース Sandāsu?)
Seiyū: Tessho Genda
Un general de Brigada de la Armada de Estados Unidos que prefiere ser llamado coronel. Él es un patriota que es uno de los responsables de los tatuajes. Él pierde su brazo derecho, ambas piernas y su visión en la batalla contra Kar, pero se niega a dejar que sus nuevas discapacidades lo detengan.
Souha Tamaki (玉城 走破 Tamaki Souha?)
Seiyū: Nobuyuki Hiyama
Un soldado del JSDF y uno de los pocos usuarios japoneses de la Marca de Poder, quien se ofreció a ayudar a Seigi, Izzy y Tom. Él también es un otaku y se hace amigo de Tom por eso. Él incluso se propuso a su novia otaku, a pesar de saber que eso sería una sentencia de muerte. Apodada "Bull Demon", su Marca de Poder le permite acelerar una enorme velocidad, ignorando el daño a su cuerpo.

### Independientes
Blood Blackstone (ブラッド・ブラックストーン Buraddo Burakkusutōn?)
Seiyū: Toshiyuki Morikawa
Blood, también conocido como "B.B.", es un combatiente altamente calificado cuyo objetivo es destruir todos los tatuajes del mundo. Él e Izzy son amantes y es alguien que renunció a ambos los Estados Unidos y el Reino. Él también posee un "Void Maker" , pero el poder lo está matando lentamente. Él luego se vuelve mentor de Seigi hasta que lo devora el tatuaje del mismo.
Wiseman (ワイズマン Waizuman?)
Seiyū: Sho Hayami
Un científico estadounidense renegado quien huyó con un tatuaje especial que le dio a Seigi. Él también ayuda a "B.B." a acceder y modificar el código fuente de su tatuaje.

### Reino Selistaniano
Ariyabahta (アリヤバータ Ariyabāta?)
Seiyū: Akari Kitō
La princesa del Reino Selistaniano. Una nacionalista que desea el control mundial, ella se alzó en un golpe de Estado con el que mató a sus padres y se hizo con el poder del reino. Ella le confiesa a Seigi que ella desea cambiar al mundo a su antojo sin importar lo que otros piensen o sientan. Ella tiene una hermosa figura, y se comporta con dignidad, pero su amor por los juegos es inigualable. Su Marca de Poder no requiere un detonador y está vinculada a la fuente de todas las Marcas de Poder, permitiéndole usar cualquier poder a su voluntad.
Iltutmish (イルトゥトゥミシュ Irututumishu?)
Seiyū: Shiori Izawa
Una chica miembro Brahman, quien se ha aliado con Ariyabahta. Apodada el Gato del Schrodinger, su Marca de Poder le permite estar en todos lados mientras que alguien sepa de su presencia. Ella y Lurker tienen un capibara llamado Mickey e incluso adoptaron un gato callejero. Con los poderes de Ariyabahta, ella puede transformarse en una criatura con apariencia de un tigre dientes de sable gigante.
Kar Shekar (カル・シェーカル Karu Shēkaru?)
Seiyū: Hitomi Nabatame
Una leal sirviente a su soberana, y una amiga cercana de la princesa Ariyabahta. Ella es la Vicecomandante del Brahman. Apodada Escudo Armadillo, su Marca de Poder le permite crear poderosas barreras que pueden cortar casi todo y ella también es una espadachín mortal. A pesar de su comportamiento serio, ella fácilmente se deja llevar por las locuras de Ariyabahta. Ella admite estar enamorada de "B.B." pero decide matarlo por favorecer a Izzy.
R.R. Lurker (R・R・ラーカー Āru Āru Rākā?)
Seiyū: Kenjirō Tsuda
Un hombre que trabaja para Ariyabahta. Un miembro del Brahman, y un sádico usuario del látigo, quien desarrolla una obsesión con Izzy.
Kujuri (クジュリ?)
Seiyū: Ai Kayano
Una de las hermanas clones de Ariyabahta que no odia a la humanidad como ella. Ella le explica a "B.B." los origines de Ariyabahta y porque ella quiere rehacer el mundo.

## Media

### Manga

#### Volúmenes
| Núm. | Fecha de publicación     | ISBN                   |
| ---- | ------------------------ | ---------------------- |
| 1    | 23 de febrero de 2010    | ISBN 978-4-84-012989-3 |
| 2    | 23 de agosto de 2010     | ISBN 978-4-84-013365-4 |
| 3    | 23 de febrero de 2011    | ISBN 978-4-04-066536-8 |
| 4    | 22 de septiembre de 2011 | ISBN 978-4-04-066537-5 |
| 5    | 23 de mayo de 2012       | ISBN 978-4-04-066538-2 |
| 6    | 23 de febrero de 2013    | ISBN 978-4-04-066539-9 |
| 7    | 23 de octubre de 2013    | ISBN 978-4-84-015334-8 |
| 8    | 23 de junio de 2014      | ISBN 978-4-04-066586-3 |
| 9    | 23 de enero de 2015      | ISBN 978-4-04-067242-7 |
| 10   | 23 de junio de 2015      | ISBN 978-4-04-067537-4 |
| 11   | 23 de marzo de 2016      | ISBN 978-4-04-068204-4 |
| 12   | 23 de agosto de 2016     | ISBN 978-4-04-068544-1 |
| 13   | 23 de agosto de 2017     | ISBN 978-4-04-069197-8 |

### Anime
Una adaptación a serie de anime producida por J.C.Staff fue anunciada. Originalmente iba a estrenarse en 2015, pero fue pospuesta para julio de 2016. El opening es "Belief", mientras que el ending es "EGOISTIC EMOTION". El anime fue lanzado en 6 volúmenes Blu-ray.

#### Lista de episodios
| #  | Título                                               | Estreno                  |
| -- | ---------------------------------------------------- | ------------------------ |
| 1  | «Tatuaje» «Jumon» (呪紋)                             | 4 de julio de 2016       |
| 2  | «Ataque sorpresa» «Kyūshū» (急襲)                    | 11 de julio de 2016      |
| 3  | «La miseria ama la compañía» «Dōbyōsōren» (同病相憐) | 18 de julio de 2016      |
| 4  | «Distancia» «Kyori» (距離)                           | 25 de julio de 2016      |
| 5  | «Rescate» «Dakkan» (奪還)                            | 1 de agosto de 2016      |
| 6  | «Reunión» «Saikai» (再会)                            | 8 de agosto de 2016      |
| 7  | «Tormenta» «Arashi» (嵐)                             | 15 de agosto de 2016     |
| 8  | «Creador» «Sōzō-sha» (創造者)                        | 22 de agosto de 2016     |
| 9  | «Pasado» «Kako» (過去)                               | 29 de agosto de 2016     |
| 10 | «Carta de desafío» «Chōsen-jō» (挑戦状)              | 5 de septiembre de 2016  |
| 11 | «En la palma de la mano» «Shōjō» (掌上)              | 12 de septiembre de 2016 |
| 12 | «Batalla decisiva» «Kessen» (決戦)                   | 19 de septiembre de 2016 |